# Корабль-арсенал
Корабль-арсенал — проект боевого корабля, разработанный для ВМФ США в 1986—1996 годах. Представлял собой автоматизированную самоходную платформу, несущую большое количество — до 500 — вертикальных пусковых установок для разных типов ракет, но не имеющую собственных систем управления огнём. Должен был взаимодействовать с многоцелевыми кораблями, представляя собой, фактически, арсенал готовых к пуску ракет в составе эскадры. Проект не был реализован; однако, ряд его положений были реализованы в других проектах.

## История
Идея создание кораблей-арсеналов принадлежит адмиралу ВМФ США Александру Крекичу; она основывалась на опыте действий флота во время войны в Персидском Заливе. Адмирал обратил внимание на недостаточную эффективность многоцелевых кораблей — ракетоносных эскадренных миноносцев и атомных подводных лодок — в нанесении массированных ударов по территории противника, обусловленную ограниченной емкостью корабельных пусковых установок. Универсальные корабли были вынуждены нести разнообразный арсенал из зенитных ракет, противолодочных ракетоторпед, ударных крылатых ракет, что существенно ограничивало запасы ракет каждого конкретного типа на борту. Кроме того, во внимание был принят тот факт, что ракетные запуски существенным образом демаскировали корабль-носитель, выдавая его расположение неприятелю и делая корабль уязвимым для ответных ударов.
Базируясь на этих выводах, адмирал предложил идею создания дешевого узкоспециализированного корабля — ракетной платформы, созданного исключительно для размещения большого числа пусковых установок. Такой корабль, по мнению Крекича, не должен был иметь собственных систем управления огнём, развитого сенсорного оснащения, и должен был иметь самый минимальный экипаж (или же вовсе быть дистанционно управляемым). Идея состояла в том, что такой «плавучий арсенал» должен был взаимодействовать с соединением многоцелевых кораблей, фактически, предоставляя им дополнительный запас ракет.
Преимущества такой доктрины заключались в следующем:
- Корабль-арсенал, не имеющий собственных систем управления огнём, сенсорного оборудования и оснащенный лишь минимальными средствами самообороны, мог быть значительно дешевле чем универсальные корабли
- Корабль-арсенал мог нести огромный запас разнообразных ракет, значительно увеличивая общий боезапас эскадры
- Корабль-арсенал должен был иметь лишь минимальный экипаж (рассматривалась также возможность, при которой экипаж покидал корабль при приближении к театру боевых действий, и далее корабль-арсенал управлялся дистанционно) и соответственно его потеря была менее чувствительна, чем потеря многоцелевого корабля; это значило, что корабль-арсенал может быть задействован в более рискованной ситуации, чем допустимо для многоцелевого корабля
- Корабль-арсенал мог быть сделан очень малозаметным (ввиду отсутствия активного сенсорного оснащения) с применением технологии «Стелс», и, соответственно, мог быть значительно ближе подведен к обороне противника
- Корабль-арсенал, выполняя ракетные запуски, демаскировал только самого себя, но не осуществляющие управление ракетами многоцелевые корабли, и тем самым для ответного удара неприятеля подставлялся имеющий небольшую ценность корабль-арсенал, а не более ценные многоцелевые единицы.

Идея получила определенную поддержку в правительстве США.

## Конструкция
По сути своей, корабль-арсенал должен был представлять собой самоходную баржу, оснащенную большим количеством — до 500 — вертикальных пусковых установок для крылатых ракет «Томагавк» и другого вооружения. В зависимости от проекта, корабль-арсенал должен был иметь водоизмещение порядка 20000 тонн, приводиться в движение дизельными или паротурбинными силовыми установками, и иметь очень небольшой экипаж — от двадцати до пятидесяти моряков. В некоторых проектах предполагалось, что экипаж находится на борту корабля-арсенала только на переходе (осуществляя обслуживание механизмов), а при достижении театра боевых действий, корабль должен был быть переведен на автоматическое управление.
Корпус корабля-арсенала был рассчитан исходя из требований минимальной радиолокационной заметности. Над низкой гладкой палубой выдавалась лишь небольшая надстройка, предназначенная для осуществления связи и навигационных целей. Так как корабль не должен был нести ни развитых радарных антенн ни палубных вертолетов (предусматривалась только посадочная площадка для логистических целей), он не нуждался в развитых надстройках и имел очень небольшую эффективную поверхность рассеивания, что делало его малозаметным для РЛС неприятеля.
За исключением ракетных установок, весь остальной арсенал корабля был ограничен требованиями самообороны; корабль-арсенал, вероятно, должен был нести зенитные установки «Вулкан-Фаланкс», и, в некоторых проектах — ограниченную СУО для применения зенитных ракет ближнего радиуса действия RIM-7 Sea Sparrow. Некоторые проекты указывают на наличие также артиллерийского вооружения из нескольких 127-мм артиллерийских установок, вероятно, предназначенных для обстрела береговых целей.
Согласно расчетам, корабль-арсенал должен был стоить не более 520 миллионов долларов за единицу — менее половины от стоимости эсминца типа «Арли Берк». При этом, корабль-арсенал мог нести столько же управляемых ракет, сколько пять эсминцев типа «Арли Берк». Также, за счет отсутствия на корабле-арсенале сложных систем управления огнём и радаров, стоимость его эксплуатации была многократно ниже стоимости эксплуатации эсминца типа «Арли Берк».

## Закрытие проекта
Несмотря на то, что проект корабля-арсенала имел определенные преимущества, военно-морской флот США в целом, был настроен против узкоспециализированных кораблей. Оппоненты указывали, что главная функция корабля-арсенала — транспортировка большого числа пусковых установок — по сути дела, дублирует требования к разрабатываемому проекту эсминца нового поколения DD-21 (позднее трансформировавшегося в программу «Замволт»).
Тем не менее, постройка серии из пяти кораблей была запланирована. По некоторым данным, корабли должны были получить обозначение BBG (Battleship, Guided — ракетонесущий линкор) и бортовые номера, соответствующие порядку номеров линейных кораблей США, прервавшемся на BB-71. Однако, после самоубийства адмирала Джереми Бурда, наиболее активного сторонника проекта, флот утратил энтузиазм в отношении кораблей-арсеналов и перевел программу в разряд исследовательских. В 1996 году, Конгресс закрыл финансирование проекта.

## Современный статус
В 2003 году, основные положения программы корабля-арсенала были частично реализованы в рамках плана модернизации четырёх атомных подводных лодок типа типа «Огайо». Эти четыре субмарины, построенные как носители баллистических ракет, должны были быть разоружены в связи с новыми соглашениями о ограничении стратегических вооружений; американский флот решил использовать их корпуса для перестройки в носители большого числа крылатых ракет.
В ходе модернизации в 2003—2006, четыре разоружаемые субмарины были перестроены из носителей баллистических ракет в ПЛАРК. Каждая из 24 ракетных шахт на субмаринах была перестроена для размещения в ней семи вертикальных пусковых установок крылатых ракет. Общий арсенал перевооруженных субмарин составил 154 крылатые ракеты «Томагавк»; таким образом, основные положения доктрины корабля-арсенала были воплощены с высокой экономией средств и на менее заметной платформе. Перевооруженные субмарины были впервые задействованы в операции «Odyssey Dawn», подтвердив работоспособность концепции.
В 2014 году, было выдвинуто предложение о возрождении доктрины корабля-арсенала на базе БДК «Сан-Антонио»; подобный корабль, однако, рассматривается не как носитель ударных ракет, а как арсенал противоракет в рамках морской составляющей Национальной Противоракетной Обороны США.